# Джорджтаун (Нью-Йорк)
Джорджтаун (англ. Georgetown) — місто (англ. town) в США, в окрузі Медісон штату Нью-Йорк. Населення — 648 осіб (2020).

## Демографія
Згідно з переписом 2010 року, у місті мешкали 974 особи в 304 домогосподарствах у складі 209 родин. Було 397 помешкань
Расовий склад населення:
| - 87,3 % — білих - 10,7 % — чорних або афроамериканців - 0,5 % — корінних американців - 0,4 % — азіатів |

До двох чи більше рас належало 0,6 %. Частка іспаномовних становила 3,4 % від усіх жителів.
За віковим діапазоном населення розподілялося таким чином: 22,3 % — особи молодші 18 років, 66,5 % — особи у віці 18—64 років, 11,2 % — особи у віці 65 років та старші. Медіана віку мешканця становила 39,2 року. На 100 осіб жіночої статі у місті припадало 142,3 чоловіків;  на 100 жінок у віці від 18 років та старших — 157,5 чоловіків також старших 18 років.
Середній дохід на одне домашнє господарство  становив 50 753 долари США (медіана — 44 500), а середній дохід на одну сім'ю — 53 211 долар (медіана — 45 000). Медіана доходів становила 28 571 долар для чоловіків та 22 188 доларів для жінок. За межею бідності перебувало 16,0 % осіб, у тому числі 26,5 % дітей у віці до 18 років та 10,4 % осіб у віці 65 років та старших.
Цивільне працевлаштоване населення становило 281 особа. Основні галузі зайнятості: освіта, охорона здоров'я та соціальна допомога — 22,4 %, будівництво — 17,4 %, мистецтво, розваги та відпочинок — 10,7 %, сільське господарство, лісництво, риболовля — 8,2 %.